# Marija Karan
Marija Karan (Serbio cirílico: Марија Каран, Belgrado, 29 de abril de 1982) es una actriz serbia. Su debut en el cine fue la cinta Kad porastem biću Kengur y posteriormente en Jesen stiže, dunjo moja.
En 2007, Karan actuó junto con Nikola Kojo y Bogdan Diklic en el thriller Četvrti čovek (The fourth Man) y con Branko Tomović en el drama británico Taximan.
En diciembre de 2011 apareció en la portada de edición serbia de la revista Cosmopolitan.

## Filmografía

### Televisión
| Año     | Título                       | Papel                  |
| ------- | ---------------------------- | ---------------------- |
| 2012-13 | Larin izbor                  | Anastazija             |
| 2012    | Budva na pjeni od mora       |                        |
| 2011    | Nepobedivo srce              | Slavka                 |
| 2011    | Covert Affairs               | Nadia Levandi          |
| 2010    | Dark Relic                   | Safa                   |
| 2008    | Casualty                     | Mina Rabinovich        |
| 2008    | Jesen stiže, dunjo moja      | Marija Stanimirović    |
| 2007    | Ne skreći sa staze           | Chica del video        |
| 2005/6  | Ljubav, navika, panika       | Maja Milićević         |
| 2004    | Đačka istorija srpskog filma | Ella misma             |
| 2003    | Mile vs Tranzicija           | Chica en la televisión |

### Películas
| Año  | Título                    | Papel       |
| ---- | ------------------------- | ----------- |
| 2011 | Assassination Games       | Octubre     |
| 2011 | The Rite                  | Sandra      |
| 2010 | Sevdah za Karima          | Ivana       |
| 2009 | Technotise: Edit & I      | Broni (voz) |
| 2008 | Taximan                   | Dana        |
| 2007 | Četvrti čovek             | Teodora     |
| 2007 | Kradljivac uspomena       |             |
| 2006 | Sedam i po                | Koviljka    |
| 2006 | Through Skin and Bone     | Mujer       |
| 2006 | Ohcet                     | Bride       |
| 2004 | Jesen stiže, dunjo moja   | Marija      |
| 2004 | Ulični hodač              | Jana        |
| 2004 | Kad porastem, biću Kengur | Iris        |
| 2004 | Slobodan pad              | Exnovia     |
| 2003 | Gotovo mitski             | Mina        |
| 2006 | Noć uz video              | Secretaria  |

- Datos: Q461032